# Anatomisk variation
Anatomisk variation är inom anatomin en term för förhållandet att två individers anatomi aldrig är identiska. Den anatomiska variationen skiljer två individer från varandra.
Anatomisk variation förekommer bland människor, växter och djur, och syftar på eventuella inre organ, muskler, skelett, neuroanatomin, endokrina systemet, kardiovaskulära systemet, nervsystemet, gastrointestinala systemet, respirationssystemet, cellbiologin, formen på de anatomiska delarna, deras topologi och deras avstånd. Om den anatomiska variationen är så stor att de anatomiska särdragen orsakar handikapp, kan det talas om missbildning.
För personer som yrkesmässigt studerar individers anatomi, i synnerhet läkare, bedöms den anatomiska variationen hos individer i syfte att undersöka om anomalierna är patologiska. En vältränad person kan, som exempel, ha så låg vilopuls att det kan definieras som bradykardi utan att tillståndet är oroväckande. På liknande sätt kan en person ha ett avvikande BMI (kroppsmasseindex) utan att det är hälsovådligt, till exempel när ett för högt BMI beror på en stor muskelmassa.